# Calandiono de Antioquia
Calandiono de Antioquia, também chamado de Calândio (Callandion), foi o patriarca de Antioquia entre 495 e 496.

## Biografia
Calandiono apoiou os resultados do Concílio de Calcedónia nas disputas entre as facções da época. Ele se recusou a aceitar o Henótico de 482, pelo qual o imperador bizantino Zenão tentou reconciliar os lados calcedônio e não calcedônio durante a controvérsia monofisista, uma vez que Calandiono considerou-o uma tentativa encoberta de derrubar o que havia sido decidido em Calcedônia.